# Ian Stewart (klaviaturist)
Ian AR Stewart, škotski glasbenik, * 18. julij 1938, Fife, Škotska, † 12. december 1985, London, Anglija.
Ian Stewart je znan kot eden od ustanoviteljev angleške rock skupine The Rolling Stones v kateri je sodeloval kot klaviaturist.